# László Kövér
László Kövér (n. 29 decembrie 1959, Pápa, Veszprém, Ungaria) este un politician maghiar și actualul președinte al Parlamentului Ungarei.
A făcut stagiul în Uniunea Tineretului Socialist Muncitoresc ungar. A fost cercetător la Institutul de sociologie de pe lângă Comitetul Central al Partidului Socialist Muncitoresc Ungar.
În 1988, împreună cu Viktor Orbán, Zsolt Németh și alții, László Kövér a fondat Federația Tinerilor Democrat Liberali - Fidesz.
A fost ministru fără portofoliu însărcinat cu coordonarea serviciilor secrete ungare, după venirea la putere a Fidesz în 1998.
În iulie 2010, László Kövér este ales ca președinte al Parlamentului Ungariei în locul lui Pál Schmitt. A fost președinte al Ungariei în perioada 2 aprilie 2012 – 10 mai 2012, după demisia lui Pál Schmitt .

## Viața personală
Bunicul său paternal era un dulgher și, de asemenea, membru al Partidului Social-Democrat din Ungaria, mai târziu Partidul Muncitoresc Socialist din Ungaria. Strămoșii materni aparțineau clasei de mijloc. Bunicul său maternal era un șofer de taxi. Părinții lui au fost László Kövér, Sr. (1933-1993), un lăcătuș și Erzsébet Ábrahám (născută în 1939). Fratele său, Szilárd, este jurist. László Kövér s-a căsătorit în 1987, soția lui este Mária Bekk, profesoară de istorie și etnografie. Ei au trei copii: Vajk (1988), Botond (1989) și Csenge (1994).